# Białoruscy arcymistrzowie szachowi
Lista białoruskich szachistów, posiadających tytuły arcymistrzów (GM) i arcymistrzyń (WGM), zarówno w grze klasycznej, korespondencyjnej, kompozycji szachowej, jak i w rozwiązywaniu zadań szachowych oraz tytuły arcymistrzów honorowych (HGM), przyznawanych za osiągnięcia w przeszłości. Obejmuje także zawodników, którzy barwy Białorusi reprezentowali tylko w pewnym okresie swojego życia.

## Szachy klasyczne

### arcymistrzowie
| Zawodnicy              | Rok urodzenia | Rok śmierci | Rok nadania | Uwagi                     |
| ---------------------- | ------------- | ----------- | ----------- | ------------------------- |
| Jewgienij Agrest       | 1966          |             | 1997        | obecnie Szwecja           |
| Aleksiej Aleksandrow   | 1973          |             | 1997        |                           |
| Siergiej Azarow        | 1983          |             | 2003        |                           |
| Alaksiej Czarnuszewicz | 1978          |             | 2012        | obecnie Francja           |
| Wiaczesław Dydyszko    | 1949          |             | 1995        |                           |
| Aleksiej Fiodorow      | 1972          |             | 1995        |                           |
| Borys Gelfand          | 1968          |             | 1989        | obecnie Izrael            |
| Siergiej Kasparow      | 1968          |             | 2007        |                           |
| Andrej Kawalou         | 1961          |             | 1992        |                           |
| Uładzisłau Kawalou     | 1994          |             | 2013        |                           |
| Wiktor Kuprejczyk      | 1949          | 2017        | 1980        |                           |
| Igor Lucko             | 1962          |             | 2004        |                           |
| Nikita Majorow         | 1985          |             | 2007        |                           |
| Wiktor Michalewski     | 1972          |             | 1996        | obecnie Izrael            |
| Jewgienij Podołczenko  | 1988          |             | 2010        |                           |
| Władimir Romanienko    | 1985          |             | 2011        |                           |
| Ilja Smirin            | 1968          |             | 1990        | obecnie Izrael            |
| Kiriłł Stupak          | 1990          |             | 2011        |                           |
| Jurij Szulman          | 1975          |             | 1995        | obecnie Stany Zjednoczone |
| Jurij Tichonow         | 1978          |             | 2006        |                           |
| Witalij Tietieriew     | 1983          |             | 2007        |                           |
| Jurij Zezulkin         | 1971          |             | 1999        | obecnie Polska            |
| Andrej Żyhałka         | 1985          |             | 2006        |                           |
| Siarhiej Żyhałka       | 1989          |             | 2007        |                           |

### arcymistrzynie
| Zawodniczki            | Rok urodzenia | Rok śmierci | Rok nadania | Uwagi                                                  |
| ---------------------- | ------------- | ----------- | ----------- | ------------------------------------------------------ |
| Rachił Eidelson        | 1958          |             | 1995        |                                                        |
| Olga Gierasimowicz     | 1985          |             | 2004        |                                                        |
| Henrietta Łagwiława    | 1969          |             | 2000        |                                                        |
| Inna Romanowa          | 1975          |             | 1997        | z domu Dubinka                                         |
| Anna Szarewicz         | 1985          |             | 2006        | obecnie Stany Zjednoczone                              |
| Jelena Tairowa         | 1991          | 2010        | 2006        | + mistrz międzynarodowy, później Rosja                 |
| Jelena Zajac           | 1969          |             | 1992        | + mistrz międzynarodowy, wcześniej ZSRR, obecnie Rosja |
| Anastasija Ziaziulkina | 1995          |             | 2012        |                                                        |

## Szachy korespondencyjne

### arcymistrzowie
| Zawodnicy     | Rok urodzenia | Rok śmierci | Rok nadania | Uwagi                  |
| ------------- | ------------- | ----------- | ----------- | ---------------------- |
| Dmitrij Łybin | 1963          |             | 2003        | +mistrz międzynarodowy |